# Nöjespark

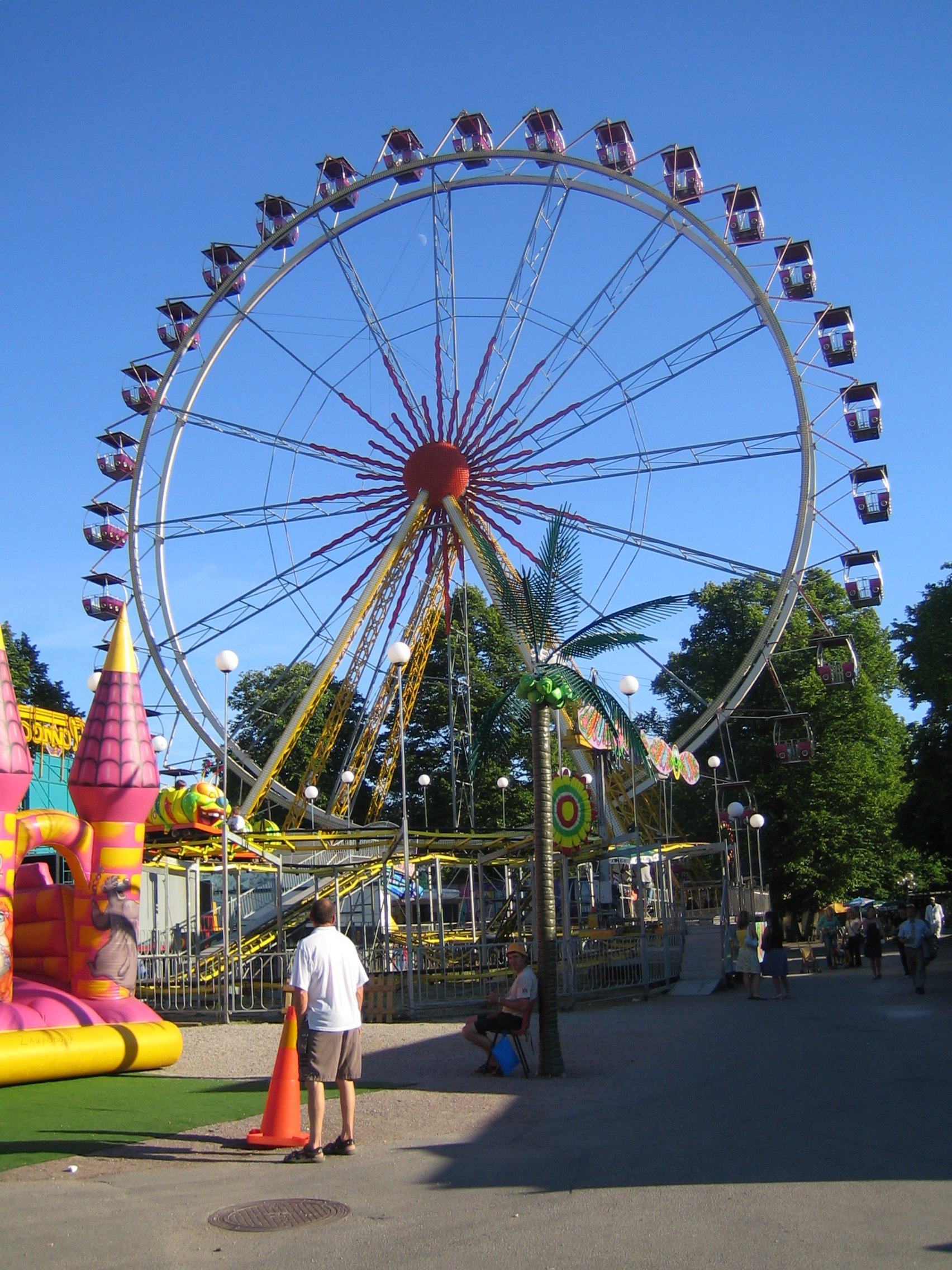
Pariserhjul i Folkets Park i Malmö.

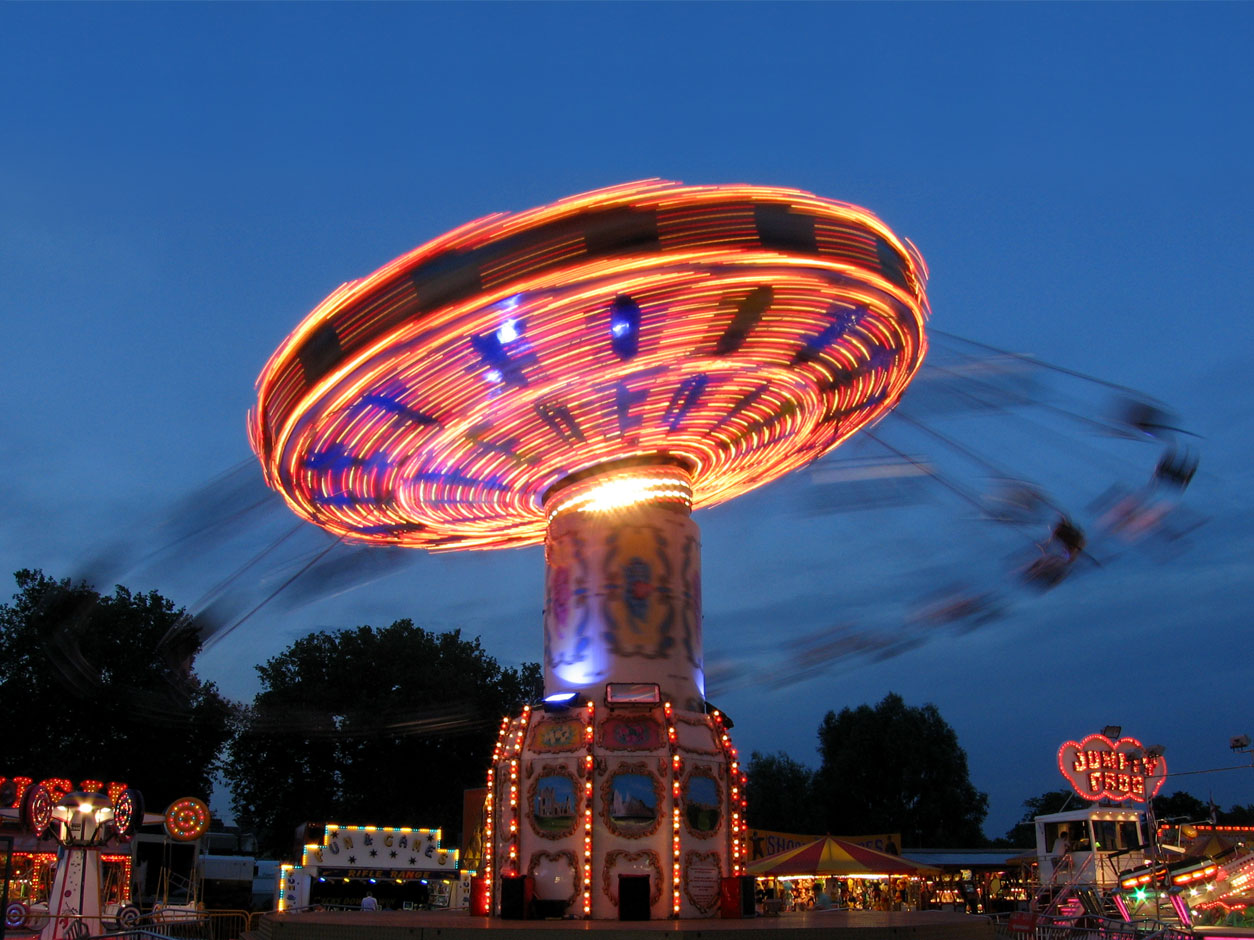
Chair-O-Planes, under natten

Nöjespark, nöjesfält eller tivoli är olika benämningar för ett område med nöjesattraktioner, vanligtvis som berg- och dalbanor och andra åkattraktioner, spelautomater och scener. På nordligare breddgrader håller de flesta nöjesparker öppet främst sommartid. De är ofta stängda under vintrarna, eftersom kallt väder orsakar att drivkomponenterna krymper som kan leda till operativa problem. Bromsvätskan kan frysa, vilket kan orsaka funktionsfel.

## Ordets etymologi

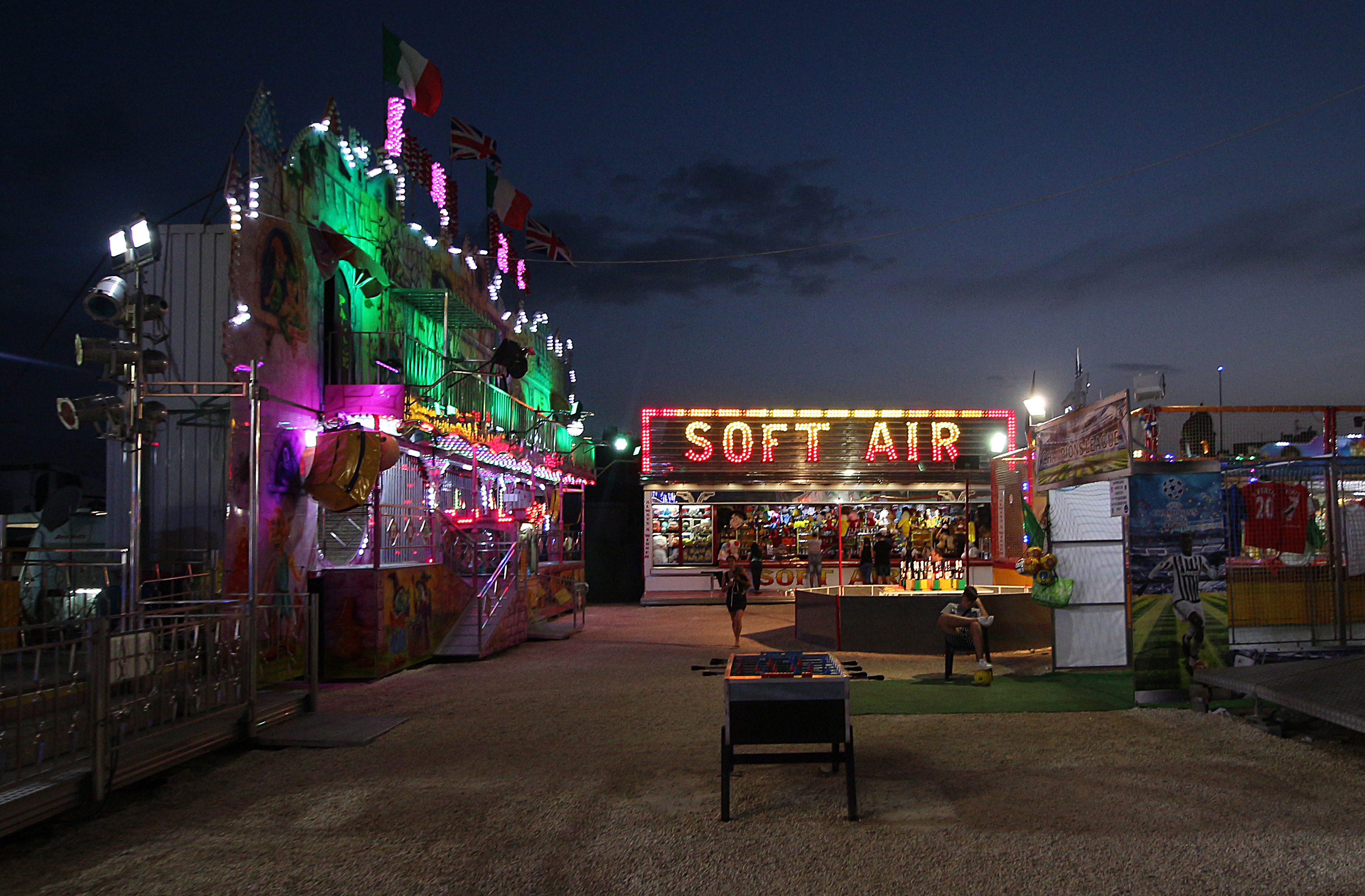
En nöjespark på Malta.

Benämningen tivoli för nöjespark härstammar från staden Tivoli i Latium, nära Rom, i Italien. I slutet av 1700-talet anlades en park i Paris vilken antog namnet Jardin de Tivoli (Tivoli trädgård). Sedermera anlades typiska nöjesparksattraktioner i parken. När man i mitten på 1800-talet ville anlägga en park i Köpenhamn lät man sig inspireras av Tivoliparken i Paris och Vauxhallparken i London. Man kallade parken för Tivoli & Vauxhall, vilken sedermera blivit bara Tivoli. I modern svenska har ordet tivoli blivit en synonym till nöjespark.

## Varianter
En variant av nöjesfält är resande tivoli (alternativt ambulerande tivoli eller mobilt tivoli), en verksamhet där karusellerna transporteras, och brukar komma till en stad vid större festligheter, vanligtvis under sommaren, men ibland även om våren eller hösten.
En annan variant är temaparken, vilken är uppbyggd kring ett speciellt tema, till exempel Disneyworld, som bygger på teman från Walt Disney Companys varumärken.

### Fotnoter
1. ↑  Dick Harrison (7 juli 2011). ”Tivoli”. Svenska dagbladet. http://blog.svd.se/historia/2011/07/07/tivoli/. Läst 27 augusti 2016.